# Färger på lokaliseringsmärken
Lokaliseringsmärken är upplysningsmärken som visar vägen till olika mål men upplyser också om olika funktioner längs med vägen. I Europa följer de i allmänhet FN:s ekonomiska kommissions för Europa konvention om vägmärken och signaler.
De som visar ortnamn brukar ha olika bakgrundsfärg beroende på vägens formella status.
De har varierande färger i olika länder. I konventionen står det bara ungefär "ljus text på mörk bakgrund eller mörk text på ljus bakgrund och undvik rött". Vanligt är vit text på blå eller grön bakgrund, eller svart på gul eller vit bakgrund, men andra varianter finns. På motorvägar ska dock skyltarna enligt konventionen vara blå eller gröna med vit text, och inte samma som landsvägsmärken. Inom tätorter eller för det som anses som lokala mål är det vanligt med särskilda vita skyltar med svart text. Detta gäller för länder i Europa.
Enligt konventionen ska länder med icke-latinska bokstäver skriva ortnamn och liknande på både sitt skrivsätt och med latinska bokstäver, vilket inte följs i alla dessa länder, till exempel inte i Ryssland och Ukraina som oftast bara skriver med kyrilliska bokstäver, däremot i Nordmakedonien som skriver både på det kyrilliska alfabetet och på det latinska och i Grekland som skriver både på det grekiska alfabetet och på det latinska. I vissa nordafrikanska länder och i Mellanöstern skrivs med både det latinska alfabetet och det lokala alfabet. I Israel skrivs skyltarna vanligtvis med tre alfabet: det hebreiska alfabetet, det arabiska alfabetet och det latinska. Språklig text (i första hand på tilläggstavlor), som till exempel "Gäller ej behörig trafik" skrivs bara på landets språk.

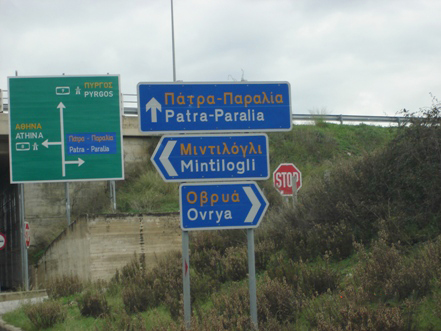
Grekisk landsvägsskylt, med motorvägsskylt i bakgrunden. I Grekland är det grön bakgrund till motorväg och blå för landsväg precis som i Sverige. Texten är gul för grekiska bokstäver och vit för latinska.
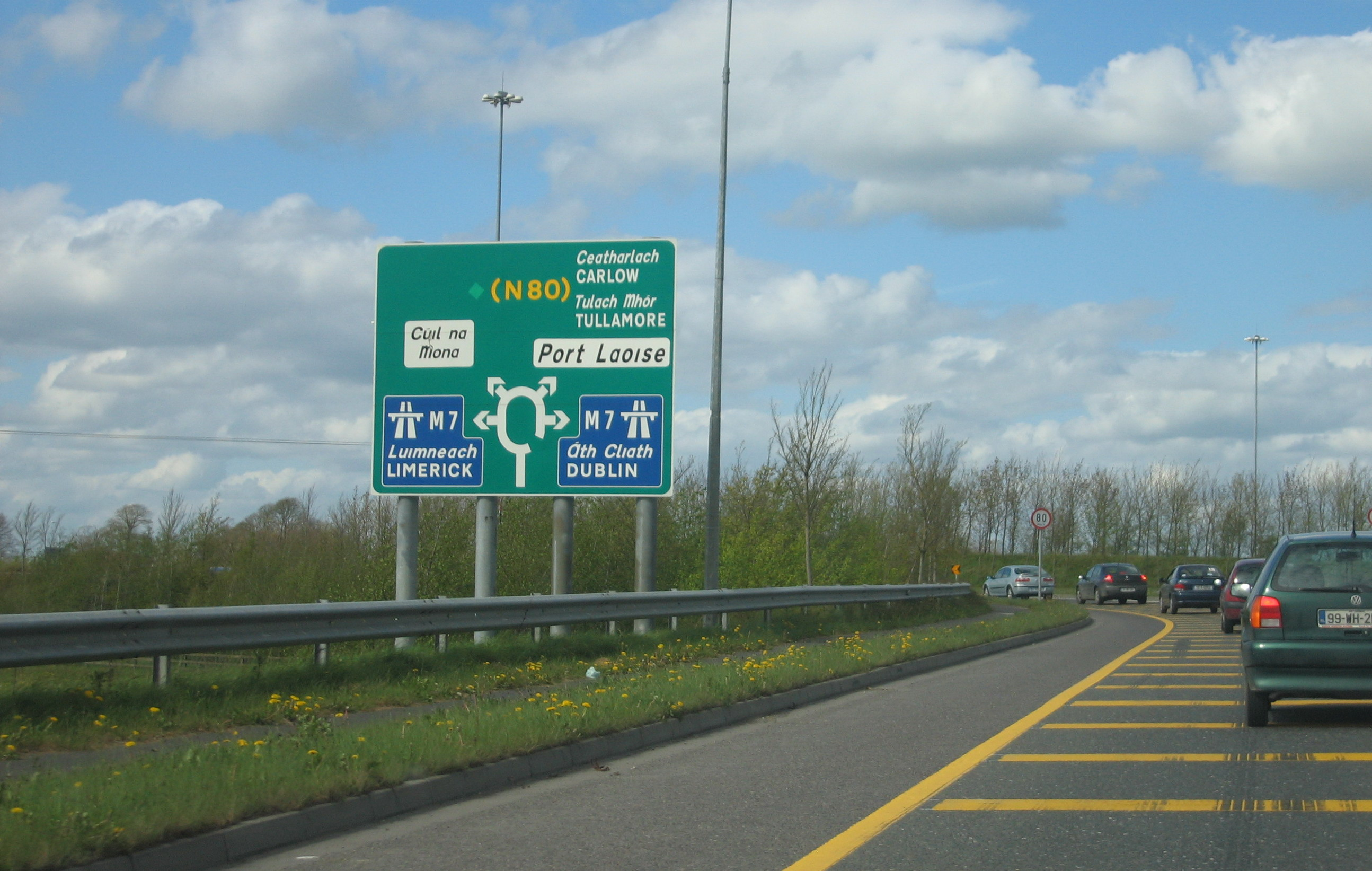
Irland har blå bakgrund för motorväg, grön bakgrund för landsväg, men vit bakgrund på mindre vägar. Iriska ortnamn skrivs med gemener och engelska med versaler.
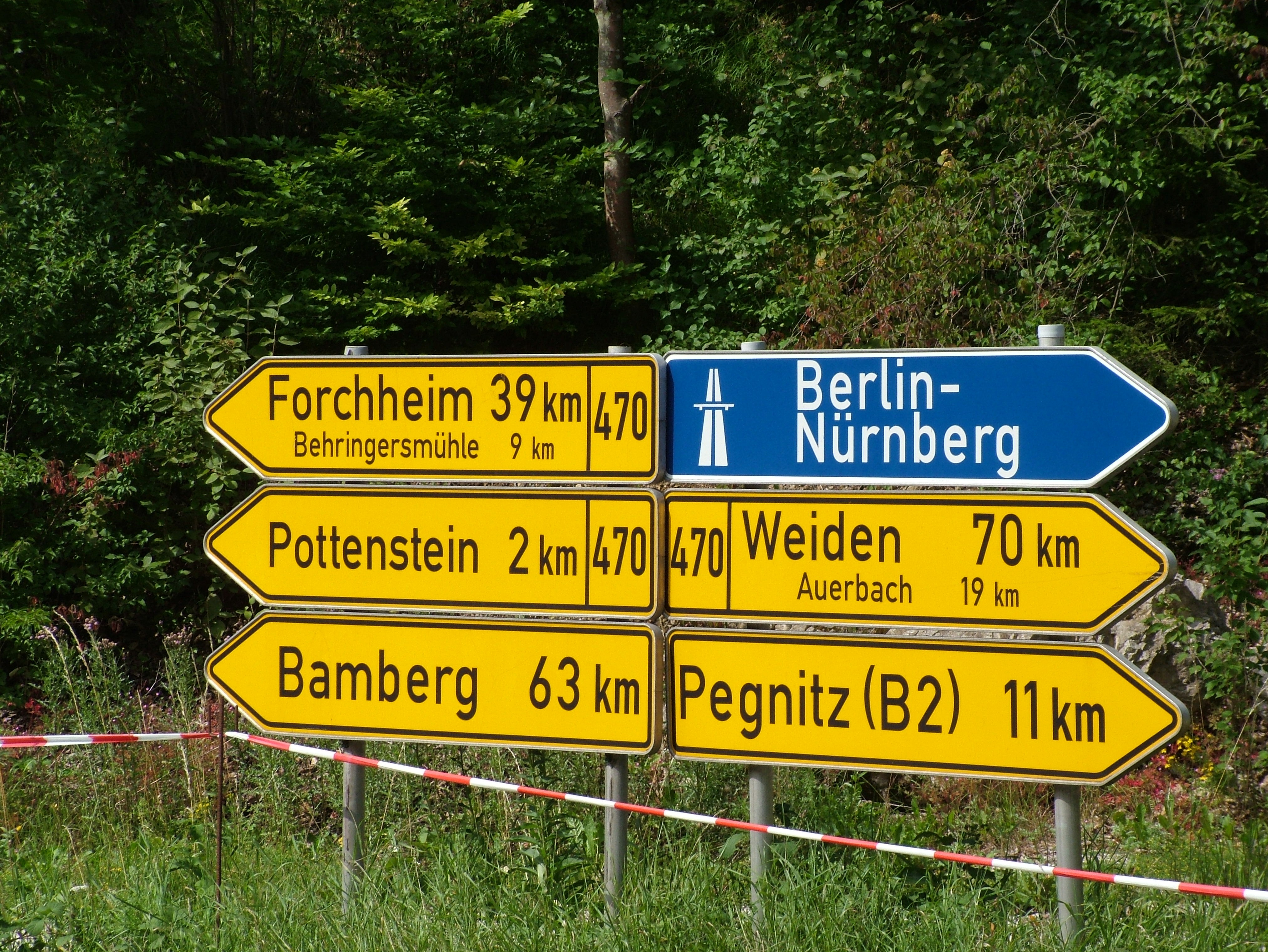
I Tyskland är det gul bakgrund för landsväg och blå för motorväg.
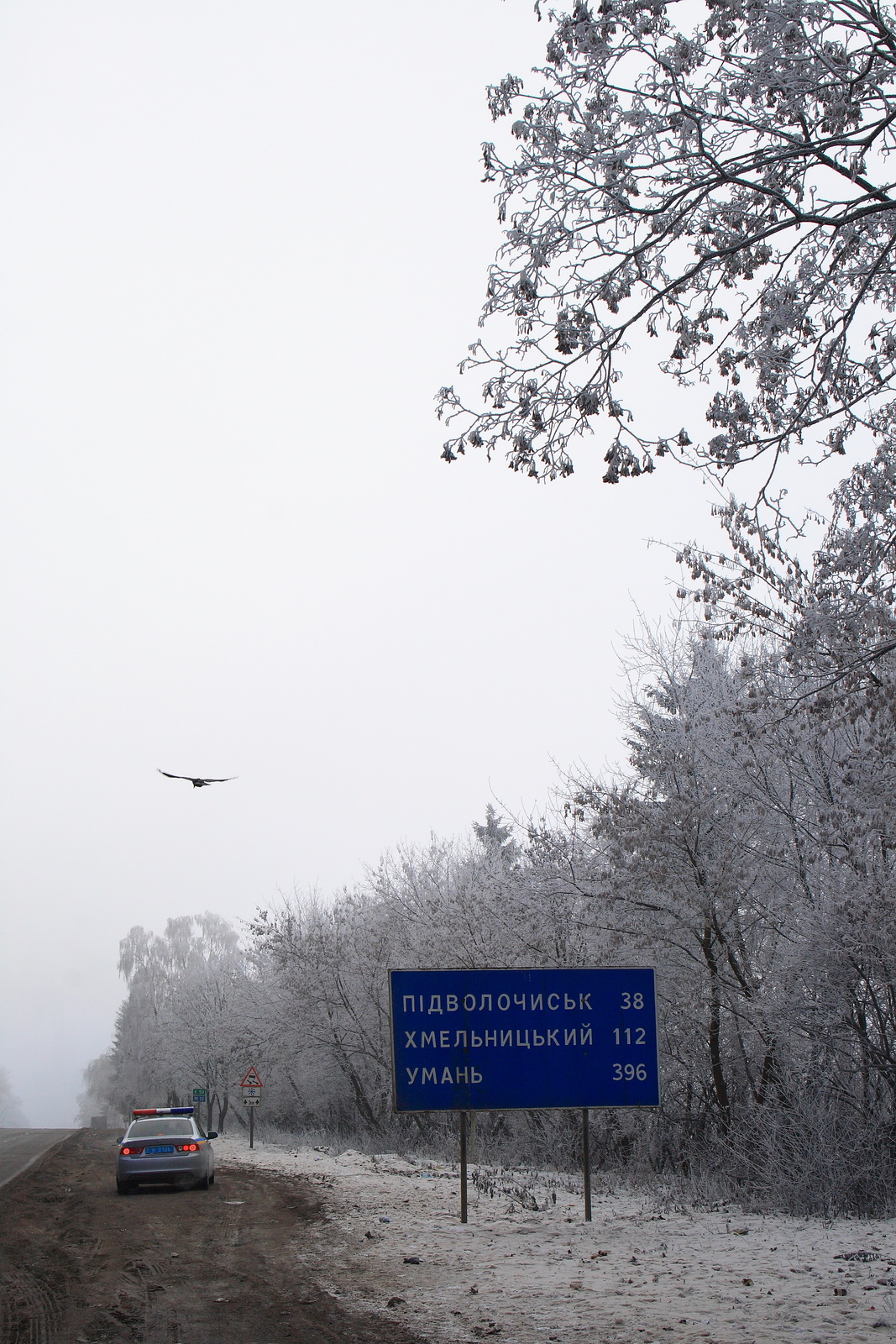
Skylt på E50 i Ukraina. Bara kyrilliska bokstäver. Den blå bakgrunden visar att det är landsväg. Motorväg har grön bakgrund i Ukraina.

## Europa
Länder i Europa följer mer eller mindre den ovannämnda europeiska konventionen. För vägvisningsmärken gäller att på motorväg ska skyltarna vara antingen gröna eller blå. På landsväg ska märkena ha en färg som avviker från den som finns på motorväg. Färgen är valfri men det rekommenderas att man undviker vissa färger, såsom rött. På motortrafikled används antingen samma färg som på motorväg eller samma som på landsväg.
| Land                    | Inom tätort | Inom tätort | Landsväg | Landsväg | Motorväg | Motorväg | Alfabet                       | Versaler/Gemener                               |
| Land                    | Bakgr       | Text        | Bakgr    | Text     | Bakgr    | Text     | Alfabet                       | Versaler/Gemener                               |
| ----------------------- | ----------- | ----------- | -------- | -------- | -------- | -------- | ----------------------------- | ---------------------------------------------- |
| Andorra                 |             |             | Vit      | Svart    | -        | -        | Latinskt                      | Gemener                                        |
| Belgien                 | Vit         | Svart       | Blå      | Vit      | Grön     | Vit      | Latinskt                      | Gemener                                        |
| Bosnien och Hercegovina | Vit         | Svart       | Gul      | Svart    | Grön     | Vit      | Kyrilliskt+Latinskt           | Gemener                                        |
| Bulgarien               |             |             | Blå      | Vit      | Grön     | Vit      | Kyrilliskt+Latinskt           | Gemener                                        |
| Cypern                  | Vit         | Svart       | Blå      | Vit      | Grön     | Vit      | Grekiskt+Latinskt             | Gemener                                        |
| Danmark                 | Vit         | Blå         | Vit      | Röd      | Grön     | Vit      | Latinskt                      | Gemener                                        |
| Estland                 | Vit         | Svart       | Blå      | Vit      | -        | -        | Latinskt                      | Versaler                                       |
| Finland                 | Vit         | Svart       | Blå      | Vit      | Grön     | Vit      | Latinskt                      | Versaler                                       |
| Frankrike               | Vit         | Svart       | Grön     | Vit      | Blå      | Vit      | Latinskt                      | Versaler                                       |
| Grekland                | Vit         | Svart       | Blå      | Gul+Vit  | Grön     | Gul+Vit  | Grekiskt+Latinskt             | Gemener ibland versaler på motorväg            |
| Irland                  | Vit         | Svart       | Grön     | Vit      | Blå      | Vit      | Latinskt                      | Gemener (iriska namn) Versaler (engelska namn) |
| Island                  | Vit         | Blå         | Gul      | Svart    | -        | -        | Latinskt                      | Gemener                                        |
| Italien                 | Vit         | Svart       | Vit      | Svart    | Grön     | Vit      | Latinskt                      | Versaler                                       |
| Kroatien                | Vit         | Svart       | Gul      | Svart    | Grön     | Vit      | Latinskt                      | Gemener                                        |
| Lettland                | Vit         | Svart       | Blå      | Vit      | -        | -        | Latinskt                      | Versaler                                       |
| Litauen                 | Vit         | Svart       | Blå      | Vit      | Grön     | Vit      | Latinskt                      | Versaler                                       |
| Luxemburg               | Vit         | Svart       | Gul      | Svart    | Blå      | Vit      | Latinskt                      | Versaler                                       |
| Malta                   |             |             | Blå      | Vit      | -        | -        | Latinskt                      | Versaler                                       |
| Moldavien               |             |             | Blå      | Vit      | Grön     | Vit      |                               | Versaler                                       |
| Montenegro              | Vit         | Svart       | Gul      | Svart    |          |          | Latinskt                      | Gemener                                        |
| Nederländerna           | Vit         | Svart       | Blå      | Vit      | Blå      | Vit      | Latinskt                      | Gemener                                        |
| Nordmakedonien          | Vit         | Svart       | Gul      | Svart    | Grön     | Vit      | Kyrilliskt+Latinskt           | Gemener                                        |
| Norge                   | Vit         | Svart       | Gul      | Svart    | Blå      | Vit      | Latinskt                      | Gemener                                        |
| Polen                   | Vit         | Blå         | Grön     | Vit      | Blå      | Vit      | Latinskt                      | Gemener                                        |
| Portugal                | -           | -           | Vit      | Svart    | Blå      | Vit      | Latinskt                      | Gemener                                        |
| Rumänien                | Vit         | Svart       | Blå      | Vit      | Grön     | Vit      | Latinskt                      | Gemener                                        |
| Ryssland                | Vit         | Svart       | Blå      | Vit      | Grön     | Vit      | Kyrilliskt                    | Versaler                                       |
| Schweiz                 | Vit         | Svart       | Blå      | Vit      | Grön     | Vit      | Latinskt                      | Gemener                                        |
| Serbien                 | Vit         | Svart       | Gul      | Svart    | Grön     | Vit      | Kyrilliskt+Latinskt           | Gemener                                        |
| Slovakien               | Vit         | Svart       | Blå      | Vit      | Grön     | Vit      | Latinskt                      | Versaler                                       |
| Slovenien               | Vit         | Svart       | Gul      | Svart    | Grön     | Vit      | Latinskt                      | Gemener                                        |
| Spanien                 | -           | -           | Vit      | Svart    | Blå      | Vit      | Latinskt                      | Varierar                                       |
| Storbritannien          | Vit         | Svart       | Grön     | Vit      | Blå      | Vit      | Latinskt                      | Gemener                                        |
| Sverige                 | Vit         | Svart       | Blå      | Vit      | Grön     | Vit      | Latinskt                      | Versaler                                       |
| Tjeckien                | Vit         | Svart       | Blå      | Vit      | Grön     | Vit      | Latinskt                      | Versaler                                       |
| Turkiet                 | Vit         | Svart       | Blå      | Vit      | Grön     | Vit      | Latinskt                      | Gemener                                        |
| Tyskland                | Vit         | Svart       | Gul      | Svart    | Blå      | Vit      | Latinskt                      | Gemener                                        |
| Ukraina                 |             |             | Blå      | Vit      | Grön     | Vit      | Kyrilliskt (+ibland latinskt) | Versaler                                       |
| Ungern                  | Vit         | Svart       | Grön     | Vit      | Blå      | Vit      | Latinskt                      | Gemener                                        |
| Vitryssland             |             |             | Blå      | Vit      | Grön     | Vit      | Kyrilliskt                    | Versaler                                       |
| Österrike               | Grön        | Vit         | Vit      | Svart    | Blå      | Vit      | Latinskt                      | Gemener                                        |

### Sverige
I Sverige används följande färger:
- Landsväg: Blå bakgrund, vit text, versaler
- Motorväg och motortrafikled: Grön bakgrund, vit text, versaler
- Lokalt mål inom samma tätort: Vit bakgrund, svart text, versaler
- Enskilda vägar: Gul bakgrund, svart text, gemener
- Inrättningar: Vit bakgrund, svart text, gemener
- Turistmål: Brun bakgrund, vit text, gemener
- Tillfälliga ändringar i samband med vägarbeten: Orange bakgrund, svart text, versaler
- Tillfälliga arrangemang: Gul bakgrund, grön text, gemener
- Permanenta omledningsvägar: Vit bakgrund, blå text

## Utanför Europa
De flesta länder utanför Europa, såsom USA och Japan, har inte skrivit under konventionen. Likheter finnas, men lokaliseringsmärkena kan också avvika på flera viktiga punkter. Ett exempel är att USA inte särskiljer vägmärkena på interstate highway-vägarna, som motsvarar motorvägarna i Europa (dock med avvikande regler). Detta gäller också större delen av Nord och Sydamerika som i huvudsak följer USA gällande vägmärken.
En del länder utanför Europa går efter konventionens regler, speciellt länder nära Europa i Asien och Mellanöstern, liksom länder i Nordafrika. Där särskiljer man skyltarnas färger precis som i Europa och har även motorvägsskyltar. Exempel på länder där detta gäller är Egypten, Libanon, Israel och Marocko.
| Land        | Inom tätort | Inom tätort | Landsväg | Landsväg | Motorväg | Motorväg | Alfabet                        | Alfabet |
|             | Bakgr       | Text        | Bakgr    | Text     | Bakgr    | Text     |                                |         |
| ----------- | ----------- | ----------- | -------- | -------- | -------- | -------- | ------------------------------ | ------- |
| Argentina   |             |             | Grön     | Vit      | Grön     | Vit      | Latinskt                       |         |
| Australien  |             |             | Grön     | Vit      | Grön     | Vit      | Latinskt                       |         |
| Botswana    |             |             | Grön     | Vit      |          |          | Latinskt                       |         |
| Brasilien   | Blå         | Vit         | Grön     | Vit      | Grön     | Vit      | Latinskt                       |         |
| Chile       |             |             | Grön     | Vit      | Blå      | Vit      | Latinskt                       |         |
| Ecuador     |             |             | Grön     | Vit      |          |          | Latinskt                       |         |
| Guatemala   |             |             | Grön     | Vit      |          |          | Latinskt                       |         |
| Indien      |             |             | Grön     | Vit      |          |          | Devanagari/Kannada+Latinskt    |         |
| Iran        |             |             | Grön     | Vit      | Blå      | Vit      | Arabiskt+Latinskt              |         |
| Israel      | Vit         | Svart       | Grön     | Vit      | Blå      | Vit      | Hebreiskt+Arabiskt+Latinskt    |         |
| Kambodja    |             |             | Grön     | Vit      |          |          | Khmerisk+Latinskt              |         |
| Kanada      | Grön        | Vit         | Grön     | Vit      | Grön     | Vit      | Latinskt Inuktitut förekommer  |         |
| Kazakstan   | Vit         | Svart       | Blå      | Vit      | Grön     | Vit      | Kyrilliskt latinskt förekommer |         |
| Kirgizistan | Vit         | Svart       | Blå      | Vit      |          |          | Kyrilliskt latinskt förekommer |         |
| Kina        |             |             | Blå      | Vit      | Grön     | Vit      | Kinesiskt+Latinskt             |         |
| Mexiko      | Grön        | Vit         | Grön     | Vit      | Grön     | Vit      | Latinskt                       |         |
| Namibia     |             |             | Grön     | Vit      |          |          | Latinskt                       |         |
| Nya Zeeland |             |             | Grön     | Vit      | Grön     | Vit      | Latinskt                       |         |
| Japan       |             |             | Blå      | Vit      | Grön     | Vit      | Japanskt+Latinskt              |         |
| Peru        |             |             | Grön     | Vit      |          |          | Latinskt                       |         |
| Senegal     |             |             | Vit      | Svart    |          |          | Latinskt                       |         |
| Sydafrika   | Brun        | Vit         | Grön     | Vit      | Blå      | Vit      | Latinskt                       |         |
| Thailand    |             |             | Grön     | Vit      | Grön     | Vit      | Thai+Latinskt                  |         |
| Uruguay     |             |             | Grön     | Vit      |          |          | Latinskt                       |         |
| USA         | Grön        | Vit         | Grön     | Vit      | Grön     | Vit      | Latinskt                       |         |